# Günstigerprüfung
Günstigerprüfung ist ein Begriff aus dem deutschen Steuerrecht. Dabei wird in Fällen, in denen der Steuerpflichtige ein Wahlrecht hat, vom Finanzamt eine Überprüfung durchgeführt, mit welcher der möglichen Varianten der Steuerpflichtige besser gestellt ist. Diese Variante ist dann bei der Festlegung der Steuer zugrunde zu legen. 

## Günstigerprüfung von Amts wegen
Günstigerprüfungen von Amts wegen werden durchgeführt:
- beim Familienleistungsausgleich wird überprüft, ob das gewährte Kindergeld oder die aus den Kinderfreibeträgen resultierende Steuerermäßigung günstiger ist (§ 31 EStG),
- bei der Riester-Rente wird überprüft, ob die gewährte „Riester-Zulage“ oder der Steuervorteil durch den möglichen Sonderausgabenabzug ein besseres Ergebnis bringt (§ 10a Abs. 2 EStG),
- beim Sonderausgabenabzug für Vorsorgeaufwendungen nach § 10 EStG wird überprüft, ob 
  - die tatsächlichen Beiträge zu Krankenversicherungen zur Erlangung eines sozialhilfegleichen Versorgungsniveaus und zur gesetzlichen Pflegeversicherung (Abs. 1 Nr. 3) oder aber auch bestimmte weitere Vorsorgeaufwendungen (Abs. 1 Nr. 3a), dann aber zusammen nur im Rahmen von Höchstbeträgen (Abs. 4) anzusetzen sind („kleine“ Günstigerprüfung, § 10 Abs. 4 Satz 4 EStG) bzw.
  - in den Kalenderjahren bis 2019 die Höchstbeträge der Absätze 3 (z. B. Rürup-Rente) und 4 (vgl. oben) oder diejenigen aus Absatz 3 in der für das Kalenderjahr 2004 geltenden Fassung mit bestimmten Höchstbeträgen für den Vorwegabzug Anwendung finden („große“ Günstigerprüfung, § 10 Abs. 4a EStG).
- bei der Entfernungspauschale wird für behinderte Menschen überprüft, ob die Entfernungspauschale oder die tatsächlichen Aufwendungen zu höheren Werbungskosten führen (§ 9 Abs. 2 Satz 3 EStG).

## Günstigerprüfung auf Antrag
Auf Antrag des Steuerpflichtigen findet eine Günstigerprüfung statt bei Kapitalerträgen; hier wird ab dem Jahr 2009 geprüft, ob die Einbeziehung der Kapitalerträge in die tarifliche Einkommensteuer zu einem günstigeren Ergebnis führt als der Steuerabzug durch die Abgeltungsteuer (§ 32d Abs. 6 EStG).
Des Weiteren gibt es eine Günstigerprüfung bei außerordentlichen Einkünften nach § 34 EStG; hier wird geprüft, ob die Besteuerung nach Tarif, die alleinige Besteuerung nach Absatz 1 (Fünftelregelung), die alleinige Besteuerung nach Absatz 3 (ermäßigter Steuersatz) oder die kombinierte Anwendung der Absätze 1 und 3 günstiger ist; die Anwendung des Absatzes 3 setzt einen Antrag voraus.